# متحف الفن الإفريقي
 
متحف الفن الإفريقي - مجموعة فيدا والدكتور زدرافكو بيتشار (بالسيريلية الصربية: Muzej afričke umetnosti) (Pečara, MAU) ، هو متحف يقع في حي سينياك [الإنجليزية] في بلغراد، ضمن بلدية سافسكي فيناتس [الإنجليزية]، وقد افتتح في 23 مايو 1977. وقد افتُتح في 23 مايو 1977. يُعد المتحف الأول والوحيد من نوعه في جنوب شرق أوروبا، بصفته مخصصًا حصريًا لثقافات وفنون إفريقيا. يقع في توبتشيديرسكو بردو أي جبل توبتشيدير (Topčidersko Brdo) في شارع أندريه نيكوليتشا (Andre Nikolića) رقم 14، ويضم معرضًا دائمًا يحتوي على نحو ألف قطعة فنية من غرب إفريقيا.
أُسّس المتحف انطلاقًا من مجموعة تحف فنية أصلية جمعها الزوجان فيدا زاغوراتس والدكتور زدرافكو بيتشار خلال إقامتهما الطويلة في إفريقيا، حيث حصلا على إذن خطي بإخراج هذه القطع من بلدانها الأصلية. وقد تبرعا بالمجموعة لمدينة بلغراد سنة 1974. أُنجز بناء المتحف بفضل قرار مجلس مدينة بلغراد. وتضم مقتنيات المتحف أعمالًا دينية وسحرية وزخرفية وعملية مصنوعة من الخشب، البرونز، المنسوجات، الحجر، والسيراميك، من بينها أقنعة ومنحوتات برونزية وخشبية، إضافة إلى الأقمشة، المجوهرات، الآلات الموسيقية وغيرها.

## إنشاء المتحف

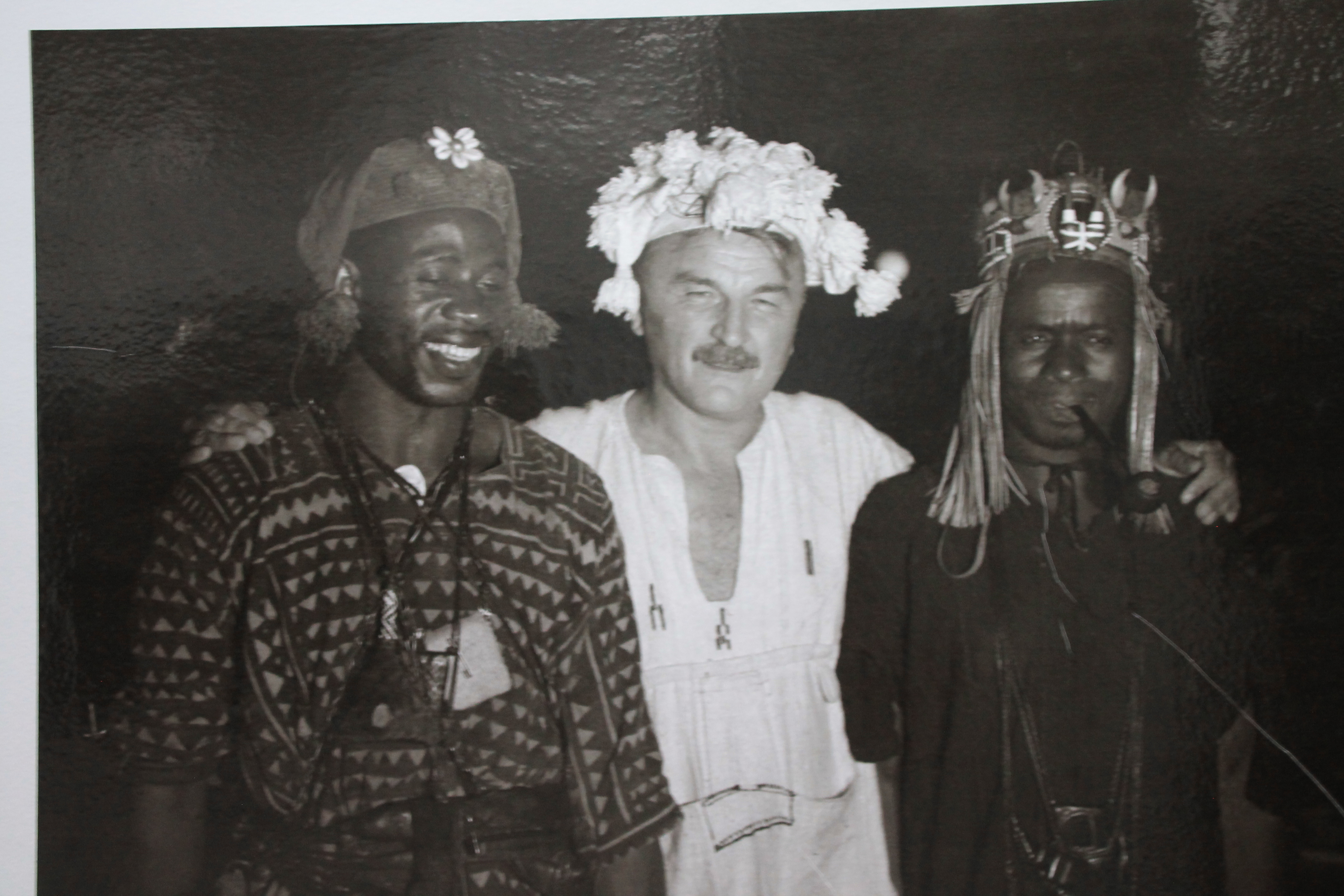
زدرافكو بيتشار في إفريقيا

وفقًا لما رواه الدكتور زدرافكو بيتشار، فقد جاءت فكرة إنشاء المتحف من زوجته فيدا زاغوراتس، وكانت مجموعتهما الفنية مصدر إلهامها. «سعت إلى إنشاء مجموعة تمثيلية تُجمع وتُعرض في مكان واحد.»، منذ سنة 1974، أصبحت مجموعة بيتشار جزءًا من مقتنيات المتحف الإثنوغرافي في بلغراد، ولكن بعد بحث العائلة عن مكان مناسب لتأسيس مؤسسة متحفية مستقلة في روفين وزغرب، قرر مجلس مدينة بلغراد تخصيص الاستوديو السابق لكل من موشا بياداي، زورا بيتروفيتش وبوشكو كارانوفيتش [الصربية] في شارع أندريه نيكوليتشا رقم 14 مقرًا للمتحف الجديد. بدأ البناء في يونيو 1975 وفقًا لتصميم المهندس المعماري سلوبودان إيليتش [الصربية]، واكتمل دون تأخير في سبتمبر 1976.

افتُتح المتحف رسميًا للجمهور في 23 مايو 1977، ضمن فعاليات الاحتفال بالذكرى الخامسة والأربعين لقيادة تيتو للحزب الشيوعي اليوغوسلافي. خلال حفل الافتتاح، ألقت الكلمة كل من يلينا أرانجيلوفيتش لازيتش [الصربية]، الباحثة في علم الإنسان التطبيقي وأول مديرة للمتحف، وزيفوراد كوفاتشيفيتش، رئيس مجلس مدينة بلغراد، حيث جاء في كلماتهما ما يلي: 
إن افتتاح متحف الفن الإفريقي يُعدّ حدثًا ثقافيًا بارزًا في مدينة بلغراد، ويحمل كذلك أهمية اجتماعية وسياسية أوسع.  فهذا المتحف، المكرّس للإبداع الفني لشعوب القارة الإفريقية، وُلد من رحم الصداقة والمحبّة المخلصة لتلك الشعوب، ومن الحماس لتجلياتهم الفنية.  وعلى الرغم من المسافة الجغرافية، فإن هذا العالم قريب منا؛ فهو، مثلنا، يولي المستقبل أهمية تفوق الماضي، ويعتزّ بحريته التي نالها بشق الأنفس.  وسيظل هذا المتحف رمزًا لعصر خلقت فيه حركة عدم الانحياز روحًا جديدة في العلاقات السياسية بين الأمم، ونظرة جديدة لتقدير الفنون الشعبية.
وعلى الرغم من مشاركتهما النشطة في جميع مراحل تأسيس المشروع، لم يحضر الزوجان فيدا زاغوراتس وزدرافكو بيتشار حفل الافتتاح، نظرًا لأن بيتشار كان يشغل حينها منصب السفير اليوغوسلافي في الخارج وتحديدًا لدى غانا.

## مبنى المتحف

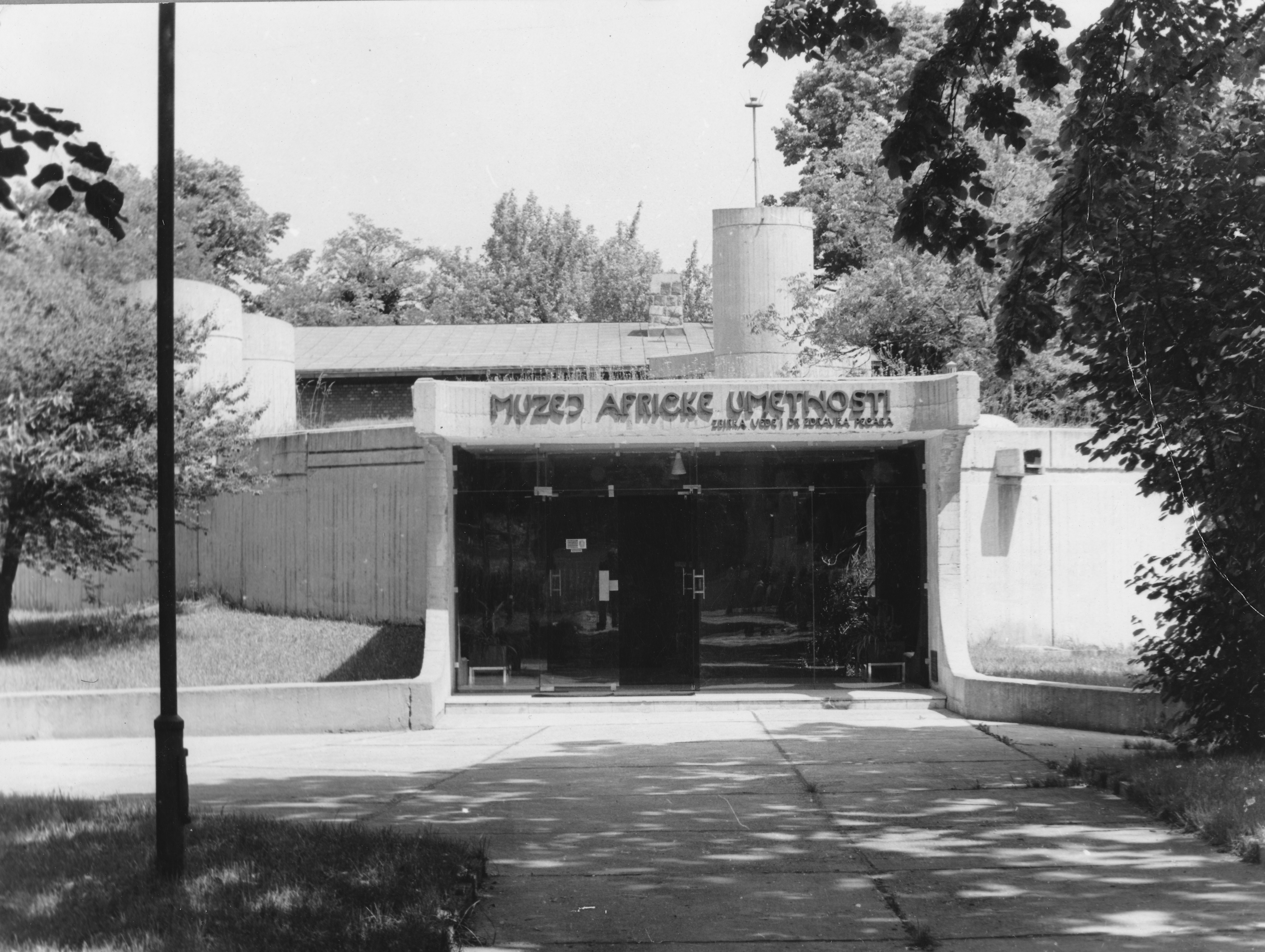
مبنى المتحف وقت الافتتاح

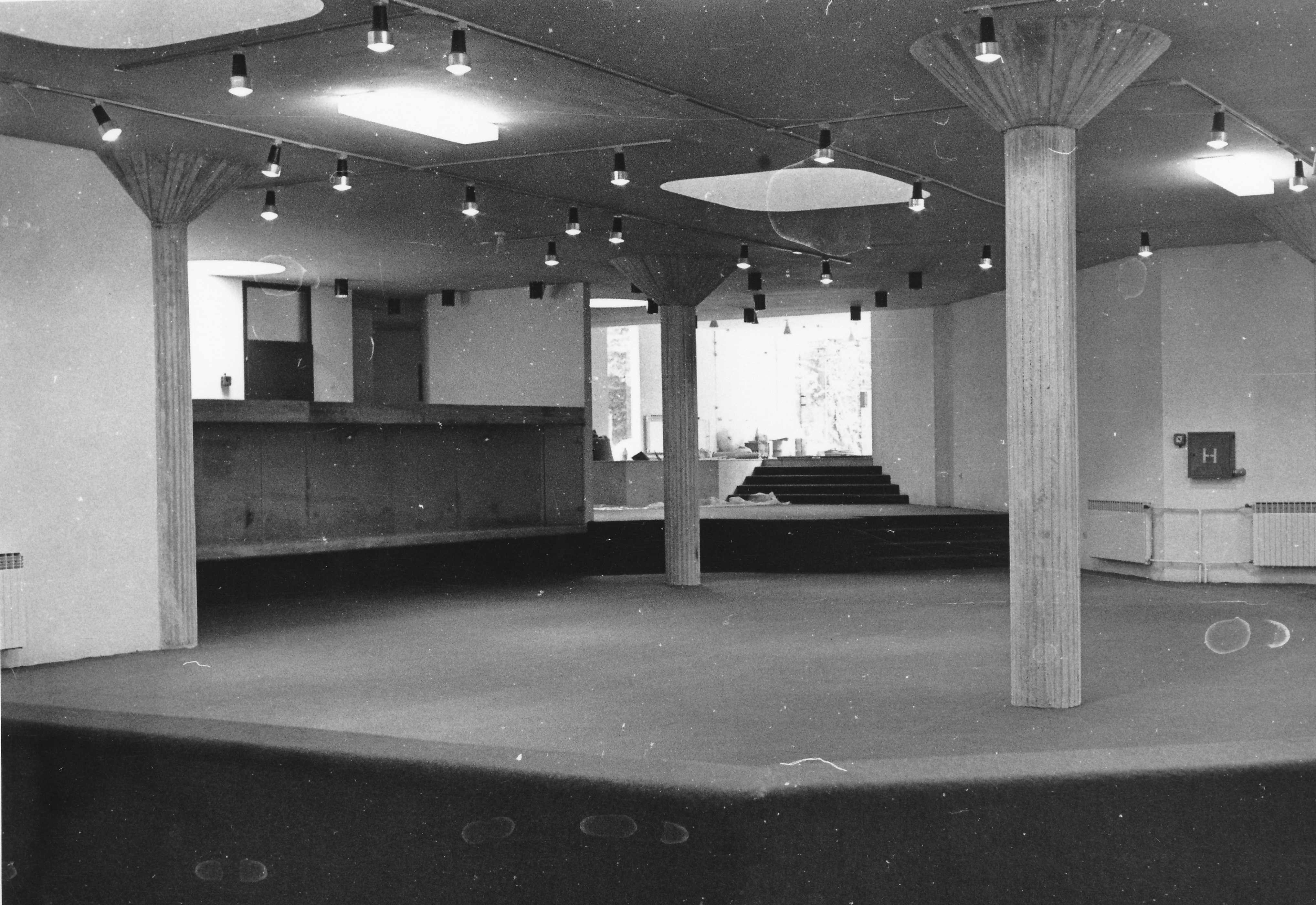
الجزء الداخلي للمبنى قبل جلب المعروضات

يُعد مبنى المتحف من بين المباني القليلة في بلغراد التي شُيّدت خصيصًا لتكون متحفًا، وهو ما يمنحه طابعًا معماريًا فريدًا وتاريخًا متعدد الطبقات. فقد أُنشئ المبنى من خلال توسيع وتكييف استوديو فني سابق بُني خصيصًا للفنان والمسؤول السياسي اليوغوسلافي موشي بيادي، وقد استخدمه لاحقًا كل من زورا بيتروفيتش وبوشكو كارانوفيتش [الصربية].
أحد المتطلبات الأساسية أثناء بناء المتحف كان دمج الاستوديو القائم ضمن الهيكل الجديد، بما يتماشى مع السياق المعماري للمشروع. وقد تحقق هذا الدمج بنجاح، إذ اكتسب المبنى الأصلي (1976) سقفًا عشبيًا وفوانيس للإضاءة الطبيعية تُضيء صالة العرض الدائم، في حين استُخدمت الخرسانة الخام كعنصر معماري بارز في تصميمه.

حظي مدخل المتحف باهتمام خاص ليجمع بين الضخامة والبساطة، بحيث «ينأى عن جميع المفاهيم المعتادة لمداخل المتاحف الفخمة». وقد علّقت إحدى الصحف آنذاك بالقول:
أراد المهندس المعماري سلوبودان إيليتش أن يكون هذا المكان أكثر من مجرد متحف تقليدي؛ ألا يكون مخصصًا فقط للطلاب أو أساتذة الفن أو أولئك الذين يرون في الفن رسالة حياتهم. ولهذا السبب، اختار تصميم جناح أرضي بدلاً من مبنى متعدد الطوابق، بحيث لا يفرض نفسه على الزائر، بل يخاطبه ويتماشى معه.
 شهد مبنى المتحف تعديلاً كبيرًا سنة 1989، تمثّل في بناء قبة في الطابق العلوي ضمن مشروع من تصميم سلوبودان ميليتشيفيتش [الصربية]. وقد أدى ذلك إلى إزالة الفوانيس الزجاجية فوق الصالة الرئيسية، والتي كانت مغطاة سابقًا بألواح خشبية، واستُبدلت بسقف نحاسي، ما غيّر المظهر العام للمبنى. وقد تميز هذا التعديل المعماري الثاني بالانتماء إلى تيارات ما بعد الحداثة، على النقيض من التصميم الأصلي الذي عكس روح العمارة الحديثة المتأخرة والتعبير الفني الخرساني. رغم ذلك، حافظ التعديل الجديد على انسجامه مع روح المكان وسياقه الطبيعي، تمامًا كما حدث في التصميم الأول.

## المعرض الدائم

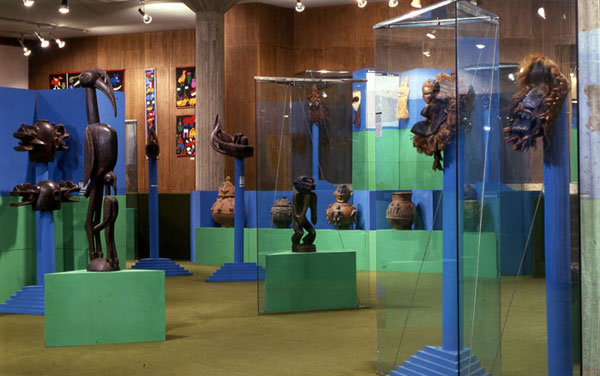
المعرض الدائم للمتحف اليوم

جاء تصميم المعرض الدائم مكمِّلًا لتخطيط المبنى، حيث صمّم المهندسان المعماريان سلوبودان ماشيتش وسافيتا ماشيتش علب العرض والجزء الداخلي بالكامل، فيما كانت يلينا أرانجيلوفيتش-لازيتش صاحبة مفهوم المعرض الدائم. ويتّسم التصميم العام للمعرض الدائم للمتحف بوضوح طابعه الحداثي، على غرار المبنى الأصلي. وتُعرض المقتنيات بحسب المجموعات الجغرافية والعرقية، إلى جانب أساطير تعليمية وصور توضّح استخدام هذه القطع في سياقها الثقافي.
يعرض المعرض الدائم للفن الإفريقي مقتنيات ترتبط بالفنون التقليدية لمجتمعات غرب إفريقيا، وتتكوّن من قطع أصلية تعود إلى ثقافات شعوب إفريقية متنوّعة، منها البامبارا، الدوجون، مارك، مالينكي [الصربية]، موسي، بوبو، كيسي، باجا [الصربية]، دان، جيرا، سينوفو، باولي [الصربية]، والأشانتي.
وتضم المجموعة المعروضة قطعًا مصدرها بشكل أساسي من:
- مالي
- غينيا
- السنغال
- ساحل العاج
- غانا
- توغو
- بنين
- الكاميرون
- نيجيريا

ونظرًا لكون يوغوسلافيا من الدول المؤسسة الرئيسة لحركة عدم الانحياز، فقد استمرّت مجموعة متحف الفن الإفريقي في التوسّع بفضل مساهمات من مانحين جدد. وباستثناء مجموعة بيتشار وزاغوراتس، التي تضم نحو 1200 قطعة فنية، شملت المقتنيات الأخرى تبرّعات من جامعي تحف ومسافرين ودبلوماسيين وفنانين وباحثين. وفي حين يضم المعرض الدائم مقتنيات أصلية من تصميم زدرافكو بيتشار وفيدا زاغوراتس، تُعرض مقتنيات من مجموعات أخرى في القاعة الصغيرة بالمتحف ضمن معارض موضوعية مؤقتة.

## مهمة المتحف
منذ تأسيسه وافتتاحه للجمهور عام 1977، تمثّلت مهمة متحف الفن الإفريقي - مجموعة فيدا والدكتور زدرافكو بيتشار - في ما يلي:
- جمع التحف الفنية والثقافية الإفريقية، وحفظها وعرضها.
- نشر المعرفة حول الإبداعات الثقافية والفنية التقليدية والمعاصرة في إفريقيا والشتات الإفريقي.
- تعزيز التقدير والفهم للفن والتاريخ والتراث الإفريقي، وتنمية الاحترام لإفريقيا وشعوبها، وتسليط الضوء على تأثير الإبداع الإفريقي في الفن العالمي.
- تعزيز الوعي بالتنوع الثقافي، وفتح المجال أمام الحوار المتعدد الثقافات بين المجتمعات.[12]

## نشاط العرض والنشر
يُعد نشاط العرض في القاعة الصغيرة للمتحف ديناميكيًا وفعّالًا؛ حيث يُعرض فيها قطع مختارة من مجموعات المتحف الخاصة، إلى جانب أعمال من مجموعات محلية وأجنبية زائرة. وخلال السنوات الماضية، تناولت المعارض موضوعات متنوعة مثل الجداريات الإفريقية، والمنحوتات البرونزية، والصور الفوتوغرافية المعاصرة التي توثق تسريحات الشعر الإفريقية، وأعمال عن القرع الإفريقي، بالإضافة إلى معارض تطرح تيارات نظرية معاصرة كمعرض الفنان الكاميروني بارتيليمي توغو [الصربية]، أو تناقش قضايا اجتماعية عالمية مثل الهجرة في معرض «الحدود مغلقة [الصربية]». وقد وُثق هذا النشاط من خلال زخارف منتقاة من المعارض الموضوعية في ورشة العمل الفنية «ورش العمل تحت السماء المفتوحة [الصربية]»، التي شارك فيها طلاب كلية الفنون الجميلة برسم واجهات المتحف الخرسانية.
يرافق كل معرض مؤقت كتالوج مخصص لموضوعه البحثي. ويشمل نشاط النشر أيضًا إصدار منشورات غير مرتبطة بالمعارض، تتناول الثقافات والفنون الإفريقية من حين لآخر. ويصدر المتحف مجلة بعنوان «إفريقيا»، إلى جانب عدة منشورات إلكترونية، من بينها أطروحة الدكتوراه للباحثة في نظرية الفن آنا سلادوييفيتش [الصربية] بعنوان «متحف الفن الإفريقي: السياقات والعروض التقديمية».

## التعليم والرسوم المتحركة في المتحف
ينظم متحف الفن الإفريقي مجموعة من البرامج التعليمية والأنشطة التفاعلية  التي تستهدف مختلف الأعمار والاهتمامات. ومن أبرز هذه البرامج طويلة الأمد: «أسبوع في متحف الفن الإفريقي»، وهو برنامج تثقيفي وإبداعي موجه للأطفال والكبار، بالإضافة إلى ورش لتعليم اللغة السواحيلية، وبرنامج "الممارسة" لطلاب كلية الفلسفة، ومسابقة فنية للأطفال والشباب، وورش عمل تُقام خلال العطل المدرسية لطلبة المرحلتين الابتدائية والثانوية.

### مهرجان الأفرو

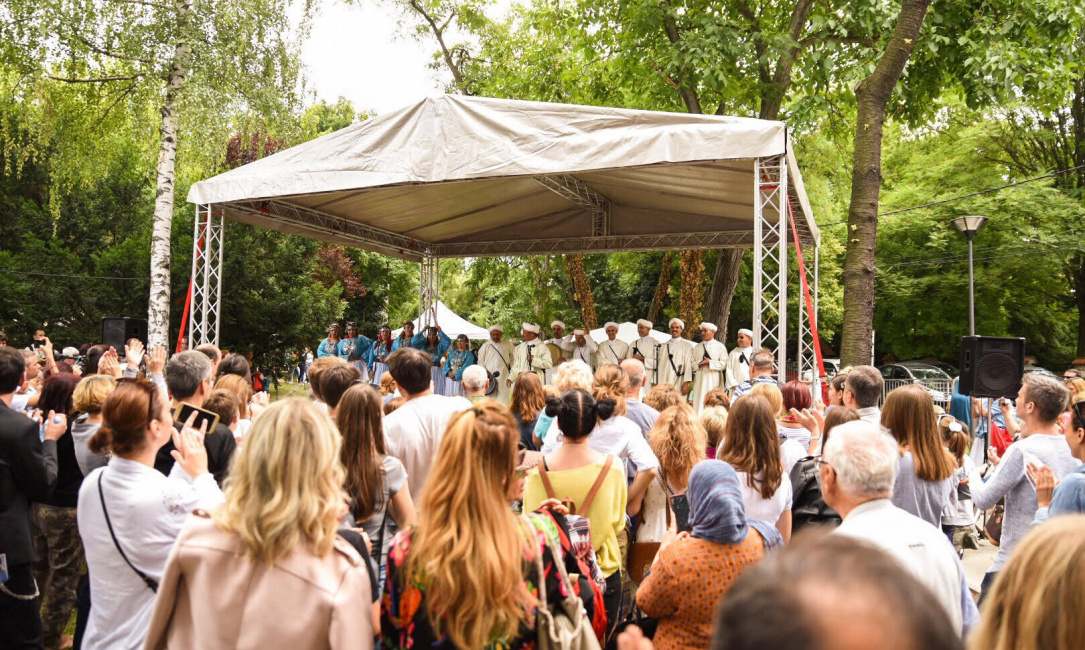
مهرجان الأفرو 2018. تصوير: م. بيروشكي.

ينظّم المتحف أيضًا مهرجان الأفرو مهرجان الأفرو [الصربية] سنويًا. وقد أُقيم للمرة الأولى سنة 1997 بمناسبة الذكرى العشرين لتأسيس متحف الفن الإفريقي، وأُعلن عنه كأول فعالية متعددة الثقافات من نوعها في يوغوسلافيا آنذاك. ويشارك في المهرجان خبراء ومحاضرون وأساتذة وطلاب وأصدقاء المتحف، حيث تُقام المعارض والمحاضرات وعروض الشرائح والأفلام حول الفن والثقافات الإفريقية، إضافة إلى ورشات العمل الموسيقية والراقصة والفنية، فضلًا عن الجولات العامة.
ويضم المهرجان أيضًا برنامجًا موسيقيًا. ومن بين أبرز الضيوف والفنانين الذين شاركوا في مهرجان الأفرو: ستيلا رامبيساي سيفيشي [الصربية]، وهي عازفة مبيرا مشهورة عالميًا من زيمبابوي؛ ووحبيب كواتي [الصربية] مع فرقته بامادا [الصربية] من مالي؛ وفرقة فيرشكي دا كوريشكي [الصربية]، التي تمزج بين الإيقاعات الهندية والإفريقية ضمن نمط الموسيقى العالمية؛ وتوند كومولافي [الصربية]، وهو راقص تقليدي من نيجيريا؛ وكيمو سونديولو سيسوكو [الصربية]، وهو موسيقي من السنغال يعزف على الآلات التقليدية.
يُعد "يوم الدربار" يوم الدربار [الصربية] (Durbar) أبرز فعاليات المهرجان، ويُعرف بـ«مهرجان المهرجانات»، حيث يُخصص ليوم من الصداقة والموسيقى والرقص. وبمشاركة السفارات الإفريقية في بلغراد، تُعرض خلاله عروض موسيقية ورقصات وفنون وحِرف يدوية إفريقية في حديقة المتحف. وبفضل الدعم السخي من المجتمع الدبلوماسي الإفريقي في بلغراد، يُتاح للزوار تذوق الأطباق التقليدية من مختلف أنحاء إفريقيا، والاستمتاع بالأقمشة والمجوهرات والسجاد والحِرف الفنية الأخرى.